# 莱夫·恩奎斯特
莱夫·恩奎斯特（瑞典語：Leif Engqvist，1962年7月30日—），瑞典男子足球运动员，场上位置是中场。他曾代表瑞典国家队参加1990年国际足联世界杯。他也曾参加1988年夏季奥林匹克运动会。